# سمیح شنتورک
سَمیح شَنتورک (Semih Şentürk) (زادهٔ ۲۹ آوریل ۱۹۸۳ در ازمیر) یکی از فوتبالیست‌های ترکیه است که هم‌اکنون در باشگاه فنرباغچه در پست تهاجمی بازی می‌کند.
حضور او در پست تهاجمی دائمی نبوده ولی شنتورک به خاطر گل‌های حساس خود در بازی‌های مختلف معروف است.
پس از پایان فصل بازی‌های ۲۰۰۶-۲۰۰۷ که کاپیتان‌های تیم فنرباغچه یعنی امید اوزات (Ümit Özat) و تونجای شانلی (Tuncay Şanlı) این تیم را ترک کردند شنتورک کمک‌کاپیتان در این تیم شد.
سمیح شنتورک ۵۶ بار برای تیم فنرباغچه بازی کرده و در این بازی‌ها جمعاً ۶۳ گل را به ثمر رسانده‌است.
وی در بازی‌های جام قهرمانی فوتبال ملت‌های اروپا ۲۰۰۸ نیز در تیم ملی ترکیه شرکت جست و در مرحله یک چهارم نهایی جام ملتهای اروپا برابر کرواسی موفق شد دقیقه ۲+۱۲۰ گل تساوی را به ثمر برساند و در ضربات پنالتی در نهایت ترکیه پیروز شد.